# Кристијан Керн
Кристијан Керн (Беч, 4. јануар 1966) је бивши канцелар Аустрије и председник Социјалдемократске партије Аустрије (SPÖ).

## Образовање и каријера
Кристијан Керн је одрастао као син секретарице и електричара у улици Кајзер-Еберздорфер штрасе у бечком округу Симеринг. Родитељи су тада водили продавницу млека у Фаворитену. Касније је отац добио такси дозволу и возио такси. Мајка је бринула о деци. Студирао је новинарство и комуникологију на Универзитети у Бечу, где је дипломирао 1997. а постдипломске студије је завршио у Менаџмент центру Фредмунда Малика у Сент Галену.
По занимању је пословни новинар. Члан је и Социјалдемократа Аустрије (SPÖ). Био је председник SPÖ од 25. јуна 2016. до 25. септембра 2018. У Скупштину је изабран 1990-их као представник SPÖ.
1997. био је прво је директор маркетинга и продаја, а потом 2007. и генерални директор највеће аустријске компаније за промет опреме за електротехнику "Вербунд АГ".
Од 7. јуна 2010. године, Керн је био извршни директор Аустријских савезних железница (ОББ) и одговоран за области стратегије, комуникације, људских ресурса и сектора теретног и путничког саобраћаја. Од фебруара 2011. до маја 2016. био је и председник Надзорног одбора подружнице Раил Карго Аустрија. Његов уговор са ОББ-ом је 2014. био продужен до 2019. године.

## Канцелар Аустрије
На дужност канцелара је ступио 17. маја 2016. године као представник "Велике коалиције", са Аустријском народном партијом. На дужности канцелара био је до 18. децембра 2017. када је на ту фунцију ступио Себастијан Курц.
У своју владу именовао је Муну Дуздар, правницу и председницу Палестинско-аустријског друштва, за државног секретара, и тако је она постала прва муслиманка икада на функцији у аустријској влади. Именовање Дуздар у Владу Аустрије примљено је са критикама из Јеврејске заједнице.

## Каријера ван политике
Члан је Управних одбора: ФК "Аустрија" из Беча, Концертне дворане Концертхаус у Бечу и компаније "LAMBDA".
Од јула 2019. године, Керн је био члан надзорног одбора Руске државне железнице РЖД. У пролеће 2019. Наводи се да се појавио на Међународном економском форуму у Санкт Петербургу као почасни гост председника Владимира Путина упркос међународних санкција Русији. Поднео је оставку 24. фебруара 2022. због руске интервенције у Украјини. Керн је оставку правдао тиме да је "Руска државна железница постала део ратне логистике".
Године 2019. постао је и председник Европског пословног савета Кине, којег је основало Кинеско европско удружење за технологију и економску сарадњу.
У септембру 2018. године, Керн је најавио да ће се придружити удружењу Блу Мајндс своје супруге Евелин Штајнбергер-Керн и радити као технолошки предузетник. Године 2022. одустао је од позиције акционара у Блу Мајндс Груп и преузео оперативно управљање железничком компанијом Јуропиан Локомотив Лизинг (енгл. European Locomotive Leasing).

## Приватно
Оженио се 1985. године са адвокатицом Карин Весели, са којом има три сина. Развели су се 2001. године. Друга супруга му је Евелин Штајнбергер, са којом има ћерку.